# 大沙河 (辉发河)
大沙河位于中华人民共和国吉林省南部，是辉发河左岸支流。发源于磐石市西北部朝阳山镇青山村青顶子村南麓，蜿蜒向南流成为东丰县与磐石市和梅河口市界河，过东丰二龙山乡叶家崴子（旧属永合乡）后进入梅河口市境内，东南流至牛心顶镇三里村（旧属野猪河镇）东南汇入辉发河。河长82千米，流域面积1014平方千米，河道平均比降0.6‰。年均径流量0.76亿立方米。大沙河上游为低山丘陵区，中下游较平坦，河道弯曲，河槽窄深，河岸陡立，一般高出河底2～4米。